# 神保電器
神保電器株式会社（じんぼでんき）は、千葉県夷隅郡大多喜町に本社を置く、JIMBOブランドの配線器具を生産する企業である。

## 沿革
- 1918年（大正7年） - 神保製作所を東京市大田区にて創業。
- 1928年（昭和3年） - 神保電器株式会社として法人化。
- 1943年（昭和18年） - 山梨県に工場移転。
- 1949年（昭和24年） - 東京都大田区大森に本社工場新設。
- 1971年（昭和46年） - 千葉工場新設。
- 1994年（平成6年） - 未来工業株式会社との間で資本・業務提携。
- 2003年（平成15年） - 千葉工場に物流センターを併設し、千葉事業所と改称。持株会社の未来株式会社（2006年に未来工業に合併）を設立し、その傘下となる。
- 2004年（平成16年） - 千葉事業所に本社移転。旧本社を東京事務所とする。
- 2006年（平成18年） - ISO14001認証を取得する。